# 2020 w nauce

## Astronomia
- 7 stycznia – w czasopiśmie Nature opublikowano odkrycie naukowców z Uniwersytetu Harwarda: zidentyfikowano nową, dużą strukturę gazową w Drodze Mlecznej i nazwano ją Falą Radcliffe’a[1]
- 10 lutego – w ramach programu Solar Orbiter została wysłana sonda kosmiczna w stronę Słońca[2]
- 31 maja – do Międzynarodowej Stacji Kosmicznej zacumowała kapsuła Dragon misji SpaceX DM-2[3]

## Medycyna
- 1 stycznia  – naukowcy wykazali, że system sztucznej inteligencji (AI), oparty na algorytmie Google DeepMind, jest w stanie przewyższyć możliwości lekarzy w wykrywaniu raka piersi[4]

## Nagrody Nobla
- Fizyka – Roger Penrose, Andrea Ghez, Reinhard Genzel[5]
- Chemia – Jennifer Doudna, Emmanuelle Charpentier[6]
- Medycyna – Harvey Alter, Michael Houghton, Charles M. Rice[7]